# Калмыцкий уезд
Калмыцкий уезд — административно-территориальная единица Букеевской губернии (с 1920 года — в составе Киргизской АССР), существовавшая в 1919—1922 годах.
Калмыцкий уезд с центром в г. Урда был образован в 1919 году. В 1920 включал 9 кочевых волостей, имевших номера (с 1 по 9) вместо названий.
В январе 1921 года вместо 9 волостей было создано 5:
- Батырбекская кочевая
- Сайхинская кочевая
- Сарыбастинская кочевая
- Чапчачинская кочевая
- Шунгайская кочевая

28 июня 1921 года центр уезда перенесён из г. Урда в урочище Калканды.
31 мая 1922 года Калмыцкий уезд был упразднён. Его территория отошла к Урдинскому уезду.